# Lappmark
Lappmark ist ein veralteter schwedischer Begriff für Gebiete, die vom Volk der Samen (Lappen) bewohnt werden. Etymologisch entspricht „Lappmark“ der norwegischen Bezeichnung „Finnmark“ („Lappe“ und „Finne“ wurden oft synonym verwendet).
„Lappmark“ konnte entweder gleichbedeutend mit „Lappland“ oder kollektiv für das gesamte samische Siedlungsgebiet, zu denen außer der eigentlichen Landschaft (landskap) Lappland auch Teile von Västerbotten, Jämtland und Härjedalen gehörten, benutzt werden. In diesem Sinn entspricht der Begriff der samischen Eigenbezeichnung Sápmi. Für die Lappmark galten im schwedischen Reich bis ins frühe 20. Jahrhundert besondere Rechtsvorschriften.
Ferner stand der Begriff „Lappmark“ im Plural für Unterteilungen des samischen Siedlungsgebiets. Zu einer Lappmark gehörte jeweils das Einzugsgebiet eines Flusses samt den umgebenden Gebieten (im unwegsamen Lappland waren Flüsse lange die wichtigsten Verkehrswege). Das samische Siedlungsgebiet war in folgende sechs Lappmarken eingeteilt:
- Åsele-Lappmark am Ångerman-Fluss
- Lycksele-Lappmark am Ume-Fluss
- Pite-Lappmark am Pite-Flus
- Lule-Lappmark am Lule-Fluss
- Torne-Lappmark am Torne-Fluss
- Kemi-Lappmark am Kemi-Fluss